# Вакцинація проти COVID-19 в Іспанії
Вакцинація проти COVID-19 в Іспанії — це кампанія масової імунізації населення Іспанії проти COVID-19 під час пандемії коронавірусної хвороби. Вакцинальна кампанія в країні розпочалась 27 грудня 2020 року. Станом на 23 листопада 2021 року отримано наступну кількість доз вакцини: 59296575 доз вакцини Pfizer–BioNTech, 16105300 доз вакцини Moderna, 17427500 доз вакцини Oxford–AstraZeneca та 2659000 доз вакцини Janssen, загалом отримано 95488375 доз. З цієї кількості було введено 75173640 доз.
Автономними спільнотами з найвищим відсотком повністю вакцинованих є Астурія (85,1 %) і Галісія (84,9 %), тоді як спільнотами з найнижчим відсотком є Канарські острови (75,7 %) і Балеарські острови (72,4 %). Середній відсоток вакцинації по країні склав 79,1 %, що становить 37557243 особи. Із загальної кількості 3776118 було введено як бустерні дози або треті дози, з яких 3319229 — це дози вакцини Pfizer–BioNTech, а 456889 — дози вакцини Moderna.
Кількість замовлених доз з 1 по 4 квартал 2021 року становить 141943261.

## Використання вакцин
У світі створено низку вакцин проти COVID-19, які перебувають на різних стадіях розробки.
| Вакцина            | Замовлені дози   | Схвалення        | Застосування   | Вік призначення |
| ------------------ | ---------------- | ---------------- | -------------- | --------------- |
| Pfizer–BioNTech    | 146 мільйонів    | 21 грудня 2020   | 27 грудня 2020 | 12+             |
| Moderna            | 52 мільйонів     | 6 січня 2021     | 12 січня 2021  | 12+             |
| Oxford-AstraZeneca | 31 мільйонів     | 29 січня 2021    | 7 лютого 2021  | 60–69           |
| Janssen            | 20 мільйонів     | 11 березня 2021  | 5 травня 2021  | 40+             |
| Novavax            | 2,2 мільйона     | 20 грудня 2021   | В очікуванні   | В очікуванні    |
| Valneva            | В очікуванні     | В очікуванні     | В очікуванні   | В очікуванні    |
| Sanofi–GSK         | В очікуванні     | В очікуванні     | В очікуванні   | В очікуванні    |
| CureVac            | Запит відкликано | Запит відкликано | Ні             | Ні              |

## Етапи та розвиток вакцинальної кампанії
За визначенням уряду Іспанії, кампанія вакцинації, яка проводиться добровільно, складається з чотирьох фаз. Ці фази одночасно формуються з різних груп населення, визначених в національній стратегії вакцинації проти COVID-19:
| Фази                                                         | Група населення                                              | Група населення                                                                         | Прогрес                           | Прогрес                           |
| Фази                                                         | Група населення                                              | Група населення                                                                         | 1-ша доза                         | 2-га доза                         |
| ------------------------------------------------------------ | ------------------------------------------------------------ | --------------------------------------------------------------------------------------- | --------------------------------- | --------------------------------- |
| 0                                                            | Розробка, затвердження та оцінка.                            | Розробка, затвердження та оцінка.                                                       | Розробка, затвердження та оцінка. | Розробка, затвердження та оцінка. |
| 1                                                            | Пріоритетні групи                                            | Мешканці та персонал будинків пристарілих та інвалідів                                  | Виконано (99,3 %)                 | Виконано (92,0 %)                 |
| 1                                                            | Пріоритетні групи                                            | Медичні та соціально-санітарні спеціалісти першої лінії                                 | Виконано                          | Виконано                          |
| 1                                                            | Пріоритетні групи                                            | Інші медичні та соціально-санітарні працівники                                          | Виконано                          | Виконано                          |
| 1                                                            | Пріоритетні групи                                            | Особи, які залежать від догляду, проте не проживають у будинках для людей похилого віку | Виконано                          | Виконано                          |
| 2 (В процесі)                                                | Інші пріоритетні групи                                       | Всі особи, старші 80 років                                                              | >100,0 %                          | >100,0 %                          |
| 2 (В процесі)                                                | Інші пріоритетні групи                                       | Всі особи віком від 70 до 79 років і ті, хто має дуже високий ризик                     | 99,1 %                            | 98,2 %                            |
| 2 (В процесі)                                                | Інші пріоритетні групи                                       | Усі особи віком від 60 до 69 років                                                      | 97,9 %                            | 95,1 %                            |
| 2 (В процесі)                                                | Інші пріоритетні групи                                       | Інші медичні та соціально-санітарні працівники                                          | Виконано                          | Виконано                          |
| 2 (В процесі)                                                | Інші пріоритетні групи                                       | Працівники з важливою соціальною роллю                                                  | Виконано                          | Виконано                          |
| 2 (В процесі)                                                | Інші пріоритетні групи                                       | Усі особи віком від 50 до 59 років                                                      | 97,4 %                            | 93,1 %                            |
| 3 (В процесі)                                                | Решта пріоритетних груп                                      | Усі особи віком від 40 до 49 років                                                      | 88,9 %                            | 85,6 %                            |
| 3 (В процесі)                                                | Решта пріоритетних груп                                      | Усі особи віком від 30 до 39 років                                                      | 74,4 %                            | 72,7 %                            |
| 3 (В процесі)                                                | Решта пріоритетних груп                                      | Усі особи віком від 20 до 29 років                                                      | 73,0 %                            | 70,0 %                            |
| 3 (В процесі)                                                | Решта пріоритетних груп                                      | Усі особи віком від 12 до 19 років                                                      | 80,7 %                            | 77,2 %                            |
| ВСЬОГО                                                       |                                                              |                                                                                         |                                   |                                   |
| Поточна пріоритетна мета (всі особи віком 40 років і старше) | Поточна пріоритетна мета (всі особи віком 40 років і старше) | Поточна пріоритетна мета (всі особи віком 40 років і старше)                            | 94,2 %                            | 92,1 %                            |
| Цільова група (усі віком від 12 років)                       | Цільова група (усі віком від 12 років)                       | Цільова група (усі віком від 12 років)                                                  | 90,8 %                            | 85,5 %                            |
| Загальне населення Іспанії                                   | Загальне населення Іспанії                                   | Загальне населення Іспанії                                                              | 79,5 %                            | 77,3 %                            |

## Громадська думка

### Дані центру соціологічних досліджень
За даними Центру соціологічних досліджень, іспанського громадського органу, відповідального за дослідження громадської думки суспільства з багатьох різних тем, опитування щодо прийняття вакцинації серед населення Іспанії дало наступний результат:
|                                 |                                                           | жовтень 2020 року | листопад 2020 року | грудень 2020 року | січень 2021 року | лютий 2021 року | березень 2021 року | квітень 2021 року | травень 2021 року | червень 2021 року |
| ------------------------------- | --------------------------------------------------------- | ----------------- | ------------------ | ----------------- | ---------------- | --------------- | ------------------ | ----------------- | ----------------- | ----------------- |
| ТАК                             | Так                                                       | 40,2 %            | 36,8 %             | 40,5 %            | 72,5 %           | 82,9 %          | 82,5 %             | 70,4 %            | 53,2 %            | 37,8 %            |
| ТАК                             | Вже вакциновані                                           | –                 | –                  | –                 | –                | –               | 5,1 %              | 15,0 %            | 37,7 %            | 55,1 %            |
| ТАК                             | Так, залежно від походження вакцини                       | 0,2 %             | 0,1 %              | 0,6 %             | 0,2 %            | 0,4 %           | 0,6 %              | 2,4 %             | 1,2 %             | 0,4 %             |
| ТАК                             | Так, якщо є гарантії, якщо це перевірено, якщо це надійно | 2,2 %             | 1,4 %              | 16,2 %            | 2,5 %            | 1,8 %           | 0,9 %              | 1,6 %             | 0,5 %             | 0,2 %             |
| ТАК                             | Так, за порадою влади, вчених або медичних працівників    | 0,2 %             | 0,3 %              | 3,6 %             | 1,3 %            | 0,9 %           | 0,3 %              | 0,4 %             | 0,3 %             | 0,1 %             |
| ТАК                             | Так, якщо інформації достатньо                            | 0,2 %             | 0,0 %              | 3,2 %             | 0,8 %            | 0,4 %           | 0,2 %              | 0,3 %             | 0,2 %             | 0,1 %             |
| ТАК                             | ЗАГАЛЬНО ТАК                                              | 43,0 %            | 38,6 %             | 64,1 %            | 77,3 %           | 86,4 %          | 89,6 %             | 90,1 %            | 93,1 %            | 93,7 %            |
| НІ                              | Ні                                                        | 43,8 %            | 47,0 %             | 28,0 %            | 16,5 %           | 6,5 %           | 5,4 %              | 5,3 %             | 3,7 %             | 3,6 %             |
| НІ                              | Загальна кількість                                        | 43,8 %            | 47,0 %             | 28,0 %            | 16,5 %           | 6,5 %           | 5,4 %              | 5,3 %             | 3,7 %             | 3,6 %             |
| Не визначилися + Не визначилися | Не знає, сумнівається                                     | 12,4 %            | 13,4 %             | 5,3 %             | 4,5 %            | 5,5 %           | 3,8 %              | 3,3 %             | 2,4 %             | 1,8 %             |
| Не визначилися + Не визначилися | Інші відповіді                                            | 0,6 %             | 0,7 %              | 2,5 %             | 1,7 %            | 1,6 %           | 1,0 %              | 1,3 %             | 0,7 %             | 0,6 %             |
| Не визначилися + Не визначилися | (Без відповідей                                           | 0,4 %             | 0,3 %              | 0,1 %             | 0,1 %            | 0,1 %           | 0,0 %              | 0,1 %             | 0,0 %             | 0,1 %             |
| Не визначилися + Не визначилися | РАЗОМ НЗ/НН (ІНШІ ВІДПОВІДІ)                              | 13,4 %            | 14,4 %             | 7,9 %             | 6,3 %            | 7,2 %           | 4,8 %              | 4,7 %             | 3,1 %             | 2,5 %             |
| Приклад                         | Приклад                                                   | 2.924             | 3.853              | 3.817             | 3.852            | 3.869           | 3.820              | 3.823             | 3.814             | 3.814             |
| Посилання                       | Посилання                                                 | [ 3 ]             | [ 4 ]              | [ 5 ]             | [ 6 ]            | [ 7 ]           | [ 8 ]              | [ 9 ]             | [ 10 ]            | [ 11 ]            |

З лютого 2021 року центр почав опитувати тих, хто не хотів робити щеплення, про причини, які вони мали, щоб відмовитися від щеплення, та отримав такі результати:
|                                                                              | Лютий 2021 року | Лютий 2021 року       | Березень 2021 року | Березень 2021 року    | Квітень 2021 року | Квітень 2021 року     | Травень 2021 року | Травень 2021 року     | Червень 2021 року | Червень 2021 року     |
|                                                                              | % запитання     | % загальної кількості | % питання          | % загальної кількості | % питання         | % загальної кількості | % питання         | % загальної кількості | % питання         | % загальної кількості |
| ---------------------------------------------------------------------------- | --------------- | --------------------- | ------------------ | --------------------- | ----------------- | --------------------- | ----------------- | --------------------- | ----------------- | --------------------- |
| Вони не покладаються на ці вакцини                                           | 31,2 %          | 2,0280 %              | 29,3 %             | 1,5822 %              | 34,6 %            | 1,8338 %              | 25,3 %            | 0,9361 %              | 35,4 %            | 1,2744 %              |
| Через страх розвитку ризиків для свого здоров'я/побічних ефектів             | 18,5 %          | 1,2025 %              | 20,1 %             | 1,0854 %              | 25,3 %            | 1,3409 %              | 25,3 %            | 0,9361 %              | 15,6 %            | 0,5616 %              |
| Вони взагалі проти всіх вакцин                                               | 4,3 %           | 0,2795 %              | 1,7 %              | 0,0981 %              | 3,1 %             | 0,1643 %              | 4,4 %             | 0,1628 %              | 7,1 %             | 0,2556 %              |
| Вони вважають за краще почекати, щоб побачити, як вони працюють              | 9,2 %           | 0,5980 %              | 6,0 %              | 0,3240 %              | 3,5 %             | 0,1855 %              | 7,7 %             | 0,2849 %              | 6,9 %             | 0,2484 %              |
| Вони не вірять, що вони ефективні                                            | 8,3 %           | 0,5395 %              | 7,1 %              | 0,3834 %              | 5,2 %             | 0,2756 %              | 8,7 %             | 0,3219 %              | 5,2 %             | 0,1872 %              |
| Не вважають за потрібне (без уточнення)                                      | –               | –                     | 4,6 %              | 0,2484 %              | 3,7 %             | 0,1961 %              | 7,3 %             | 0,2701 %              | 4,7 %             | 0,1692 %              |
| Через відсутність гарантій: мало проб, завчасність, відсутність аналізів     | 4,6 %           | 0,2990 %              | 4,6 %              | 0,2484 %              | 3,7 %             | 0,1961 %              | 4,2 %             | 0,1554 %              | 3,1 %             | 0,1116 %              |
| Заперечення COVID-19                                                         | –               | –                     | 3,1 %              | 0,1674 %              | 2,8 %             | 0,1484 %              | 0,7 %             | 0,0259 %              | 3,1 %             | 0,1116 %              |
| Через малу ймовірність зараження                                             | 3,2 %           | 0,2080 %              | 3,5 %              | 0,1890 %              | 1,0 %             | 0,0530 %              | 4,8 %             | 0,1776 %              | 3,0 %             | 0,1080 %              |
| Через алергію, інші захворювання або лікування, годування груддю, вагітність | 3,0 %           | 0,1950 %              | 2,1 %              | 0,1134 %              | 3,6 %             | 0,1908 %              | 3,7 %             | 0,1369 %              | 2,3 %             | 0,0828 %              |
| Через перенесений COVID-19                                                   | –               | –                     | 4,6 %              | 0,2484 %              | 3,4 %             | 0,1802 %              | 0,2 %             | 0,0074 %              | 2,2 %             | 0,0792 %              |
| Через брак інформації                                                        | 1,5 %           | 0,0975 %              | 3,7 %              | 0,1998 %              | 1,1 %             | 0,0583 %              | 0,7 %             | 0,0259 %              | 1,4 %             | 0,0504 %              |
| Є інші люди, більш уразливі або з більшим ризиком, ніж вони                  | 0,8 %           | 0,052 %               | 1,0 %              | 0,0540 %              | –                 | –                     | –                 | –                     | 0,8 %             | 0,0288 %              |
| Вони ніколи не вакцинуються                                                  | 1,0 %           | 0,0650 %              | 1,5 %              | 0,0810 %              | 1,6 %             | 0,0848 %              | 1,5 %             | 0,0555 %              | -                 | -                     |
| Через будь-яку іншу причину                                                  | 12,9 %          | 0,8385 %              | 4,9 %              | 0,2646 %              | 5,8 %             | 0,3074 %              | 3,1 %             | 0,1147 %              | 7,3 %             | 0,2628 %              |
| Не знають, сумніваються                                                      | 1,3 %           | 0,0845 %              | 1,9 %              | 0,1026 %              | 1,0 %             | 0,0530 %              | 1,8 %             | 0,0666 %              | -                 | -                     |
| Без відповіді                                                                | 0,2 %           | 0,0130 %              | –                  | –                     | 0,5 %             | 0,0265 %              | 0,8 %             | 0,0296 %              | 1,9 %             | 0,0684 %              |
| Приклад                                                                      | 251             | 3.869                 | 208                | 3.820                 | 203               | 3.823                 | 143               | 3.814                 | 138               | 3.814                 |
| Посилання                                                                    | [ 7 ]           | [ 7 ]                 | [ 8 ]              | [ 8 ]                 | [ 9 ]             | [ 9 ]                 | [ 10 ]            | [ 10 ]                | [ 11 ]            | [ 11 ]                |

## Вакциновані іспанські громадські діячі та політики
Залучення до кампанії вакцинації все більшої кількості демографічних груп дозволив багатьом громадським діячам отримати одну або дві дози вакцини, що відповідало їм за віком або приналежністю до іншої пріоритетної групи.

### Політики

#### Органи державної влади
Король Іспанії Філіп VI вакцинувався 29 травня 2021 року у віці 53 років. Глава держави вакцинувався без медичних особливостей, про що повідомили лише після щеплення. Він був вакцинований, як тільки був відкритий доступ для його вікової групи, у масовому пункті вакцинації, створеному в центрі «Паласіо де Портес» у Мадриді, як і будь-який інший громадянин. Його супроводжували голова медичної служби Королівської сім'ї Хуан Мартінес і віце-радник з питань охорони здоров'я та плану COVID-19 мадридської громади Антоніо Сапатеро. Щодо бренду вакцини, хоча офіційно це не було повідомлено, відомо, що того дня були введені лише вакцини Janssen. Що стосується опублікованих зображень, то вони не були поширені королівською родиною, однак телепрограма «Cuatro al día» іспанської телерадіостанції Cuatro опублікувала фотографію глави держави, який вакцинується.